# Zei americani
Zei americani (2001) (titlu original American Gods) este un roman de Neil Gaiman, câștigător al premiilor Hugo și Nebula. Romanul este un amestec de artefacte americane, fantasy și alte elemente de mitologie antică și modernă, toate învârtindu-se în jurul unui protagonist misterios și taciturn, Shadow. Este al patrulea roman al lui Gaiman, fiind precedat de Semne bune (o colaborare cu Terry Pratchett), Nicăieri și Pulbere de stele. Câteva dintre tematicile atinse în carte își au rădăcinile în romanele ilustrate din seria The Sandman.
Cartea a fost publicată în 2001 de Headline în Marea Britanie și de William Morrow în Statele Unite ale Americii. O ediție limitată, semnată și numerotată, a fost lansată de Hill House Publishers. Este cu 12.000 de cuvinte mai lungă decât edițiile de piață, fiind preferata lui Neil Gaiman. Aceasta este ediția care se tipărește la ora actuală în Marea Britanie de către Headline. Pe 28 februarie 2008, Gaiman a anunțat că, timp de o lună Zei americani avea să fie disponibilă public pe site-ul editorului său.

## Acțiunea romanului
Teoria pe care se bazează cartea este aceea că zeii și ființele mitologice există pentru că oamenii cred în ele. Imigranții americani au adus cu ei pitici, elfi, spiriduși și alte spirite și zei. Dar puterea acestor ființe mitologice s-a diminuat, odată cu reducerea credinței oamenilor. Au apărut noi zei, reflectând obsesia Americii pentru media, celebritate, tehnologie și droguri ilegale, printre altele.
Cartea urmărește aventurile fostului condamnat Shadow, eliberat din închisoare cu câteva zile înaintea termenului din cauza morții soției sale, Laura, într-un accident de mașină. La înmormântare, el află că accidentul avusese loc deoarece soția lui îi făcea sex oral prietenului lui, Robbie, care conducea mașina. Încă dinainte de a afla de moartea lui Robbie, lui Shadow i se oferise în mod repetat postul de bodyguard de către un anume domn Wednesday. Shadow acceptă oferta, ajungând să călătorească prin America pentru a întâlni colegii și cunoștințele dl-ui Wednesday. Treptat se revelează faptul că Wednesday este incarnarea lui Odin (numele Wednesday derivă din "Odin's (Woden's) day" - ziua lui Odin), care recrutează manifestări americane ale vechilor zei din mitologia antică ale căror puteri au intrat în declin odată cu scăderea numărului credincioșilor lor, pentru a participa la o bătlie epică împortiva noilor zei americani, manifestări ale vieții și tehnologiilor moderne (cum ar fi Internetul, mass media și noile mijloace de transport, zei noi care există deoarece "toți știu că ei trebuie să existe", cum explică zeița Eostre). Soția lui Shadow, Laura, revine sub forma unui cadavru animat, din cauza unei monede speciale dobândite de Shadow, pe care a pus-o pe sicriul ei la înmormântare, fără a-i cunoaște efectul. În afara numeroaselor ființe mitologice, cartea mai cuprinde și personaje din The Sandman și eroi populari legendari.
Povestea cuprinde numeroase scene de sexualitate. O re-inventare asemănătoare unui succubus a Reginei din Saba înghite un om prin intermediul organelor sexuale, dl. Wednesday își folosește puterile magice pentru a-și aduce în pat câteva tinere virgine pe parcursul călătoriei prin America, iar Shadow este sedus în vis de o versiune umanoidă a zeiței egiptene a fertilității, Bastet.
Când noii zei îl ucid pe Wednesday, Shadow se supune ordinului acestuia de a sta de veghe spânzurat de "Arborele Înțelepciunii" și împungându-se cu o lance. Shadow moare și vizitează lumea morților, unde este călăuzit de Thot și judecat de Anubis. Eostre îl readuce ulterior la viață, supunându-se unor ordine pe care nu le înțelege în totalitate. În timpul perioadei petrecute între viață și moarte, Shadow află că este fiul lui Wednesday, conceput ca parte a unui plan divin și află că nașterea lui, întâlnirea cu Loki în celula închisorii și moartea Laurei sunt parte a acestui plan. Loki, conducătorul noilor zei, orchestrează moartea lui Odin pentru ca veghea lui Shadow să devină un sacrifiu pentru Odin, ajutându-l să-și refacă puterile. Cei doi pun la cale marea bătălie dintre zeii vechi și noi, Odin hrănindu-se din moartea zeilor, iar Loki din haosul luptei.
Shadow sosește la timp pentru a opri bătălia, explicând celor două tabere că nu au nimic de câștigat și totul de pierdut, Odin și Loki fiind singurii câștigători. America este un "loc rău pentru zei", spune Shadow, recomandându-le să meargă acasă și să facă tot ce se pricep. Zeii pleacă, fantoma lui Odin pălește, iar Loki este tras în țeapă pe o creangă a Arborelui Înțelepciunii de Laura, care moare cu adevărat după ce Shadow ia moneda magică de pe ea.
După confruntarea finală dintre zei, Shadow vizitează Islanda pentru a întâlni o altă incarnare a lui Odin, creată de credința primilor sosiți pe acest teritoriu și care, de aceea, este mult mai apropiată de mitologicul Odin decât Wednesday. Shadow îl acuză pe Odin de faptele lui Wednesday, dar acesta replică "Da, el era eu. Dar eu nu sunt el." După o discuție scurtă, Shadow îi dă ochiul de sticlă al lui Wednesday.

## Influențe
Romanul este dedicat "Prietenilor care lipsesc - Kathy Acker, Roger Zelazny și toți ceilalți".
De-a lungul cărții apar diverse orașe reale și atracții turistice, dar Gaiman a afirmat că a ascuns poziționarea exactă a unor localuri actuale.
În conformitate cu spusele lui Gaiman, Zei americani nu se bazează pe opera lui Diana Wynne Jones Eight Days of Luke, "deși împărtășesc o legătură ciudată, ca niște veri de gradul doi despărțiți sau cam așa ceva". În vremea în care lucra la structura unei povestiri care lega zeii și zilele săptămânii, și-a dat seama că ideea aceasta fusese deja folosită în Eight Days of Luke, așa că a abandonat povestea, dar ulterior a folosit ideea în Zei americani pentru a descrie modul în care Wednesday și Shadow s-au întâlnit în ziua numelui zeului.
Gaiman a afirmat că romanul Votan al lui John James a influențat Zei americani: “Cred că cea mai bună carte scrisă vreodată despre nordici este una pe care nu mi-am făcut timp să o citesc între apariția ideii pentru Zei americani și terminarea romanului. După ce l-am publicat, m-am pus și am citit-o pentru prima dată după 15 ani și am descoperit că era atât de bună pe cât credeam că e”.
Continuarea romanului Anansi boys, a fost conceput înainte de Zei americani și folosește același personaj, dl. Nancy.  Nu e cu adevărat o continuare, dar poate aparține aceleiași lumi ficționale. Deși Anansi, zeul paianjen din legendele africane apare și în Zei americani și în Anansi boys, implicând o legătură, una dintre caracteristicile scrierilor lui Gaiman o reprezintă aluziile la operele altor autori și la elemente și teme din propriile cărți. Nuvela "Monarch of the Glen", apărută în antologiile Legends II și Fragile Things, continuă călătoria lui Shadow. În ultima antologie apar și dl. Alice și dl. Smith, o pereche de oameni dubioși prezenți și în povestirea lui Gaiman "Keepsakes and Treasures", sugerând că și povestea aceasta face parte din universul Zeilor americani.

## Recepție
Cartea a câștigat în 2002 premiul Hugo pentru "Cel mai bun roman", premiul Nebula pentru "Cel mai bun roman", premiul Locus, premiul SFX Magazine și premiul Bram Stoker, toate pentru "Cel mai bun roman" și a primit numeroase nominalizări la premiile BSFA din 2001, ca și la premiile World Fantasy din 2002, International Horror Guild și Mythopoeic și premiile British Fantasy. A câștigat premiul Geffen în 2004.

## Ecranizări
În aprilie 2017, canalul prin cablu Starz a început să transmită primul sezon al unui serial TV omonim bazat pe roman. Serialul este produs de Bryan Fuller și Michael Green. Ricky Whittle interpretează rolul principal, Shadow Moon.